# Німецька народна партія (1868)
Німецька народна партія (нім. Deutsche Volkspartei) — була німецькою ліберальною партією. Партія була створена в 1868 році крилом Німецької прогресивної партії, члени якого під час конфлікту про об'єднання Німеччини підтримували право Австро-Угорщини керувати об'єднанням німецьких земель. Партія мала найбільше підтримки в Південній Німеччині.
Спочатку південно-німецькі демократи підтримували хвилю пангерманізму у вирішенні німецького питання. Після заснування Німецької імперії в 1871 р. під керівництвом Пруссії, партія виступала за федералізацію Німеччини, і захищала права південногерманських держав виступаючи проти посилення центрального уряду в Берліні. Партія вимагала демократичних реформ, зокрема зміцнення позиції парламенту, який не мав ніякого впливу на формування уряду і ніякого впливу на політику уряду, оскільки уряд призначався і звільнявся лише імператором.
На відміну від Національно-ліберальної партії, ННП була в опозиції до політики Отто фон Бісмарка від моменту заснування Німецької імперії. Партія поставила ліберальне уявлення про свободу вище перспективи об'єднання Німеччини, яким керували згори. Партія дуже критично ставилася до пруссько-німецької монархії і виступала за відокремлення церкви від держави. Тим не менш, відкинула кампанію «Культуркампф» Бісмарка спрямовану проти католицької церкви, а також його антисоціалістичні закони. Німецька народна партія була найбільш лівою серед немарксистських партій і найбільш близькою до соціал-демократії. Була єдиною ліберальною партією, що співпрацювала з соціалістами в Рейхстазі.
Найкращого результату на виборах в Рейхстаг, Народна партія досягла на виборах 15 червня 1893 року, де отримала 2,2 % голосів виборців і виграла одинадцять місць в імперському парламенті. Майже всі депутати прийшли з Вюртемберга.
Більшість членів партії були ремісники, дрібні торговці, фермери і клерки. Проте, керівництво складалося переважно з представників вищого класу інтелектуалів. Головами партії були Леопольд Зоннеманн (власник газети Frankfurter Zeitung) і юрист Фрідріх фон Пайер. Серед членів партії можна виділити Людвіга Квідде, лауреата Нобелівської премії миру 1927 року.
У 1910 році партія об'єдналася з «Вільнодумною народною партією» і «Вільнодумним об'єднанням», разом вони сформували Прогресивну народну партію.